# Olivier Klein
Pour les articles homonymes, voir Olivier Klein.
Olivier Klein, né le 16 février 1967, est un homme politique et haut fonctionnaire français.
Il est maire de Clichy-sous-Bois de 2011 à 2022 puis à partir de 2023 et membre du conseil de surveillance de la Société du Grand Paris de 2020 à 2022.
Le 4 juillet 2022, il est nommé ministre délégué chargé de la Ville et du Logement dans le gouvernement Élisabeth Borne. Le 20 juillet 2023, il quitte le gouvernement lors d'un remaniement ministériel.
Le 1er septembre 2023, il est nommé délégué interministériel à la lutte contre le racisme, l’antisémitisme et la haine anti-LGBT.
Le 26 juin 2024, il est nommé recteur de l'académie de Strasbourg et succède à Olivier Faron.

## Biographie

### Famille
Il est le fils de Gilbert Klein (1945-2017), un élu à Clichy depuis 1983, militant communiste, ouvrier et fils d'immigrés juifs hongrois. Sa mère est couturière. Il grandit dans un immeuble du quartier très populaire du Chêne-Pointu.

### Carrière professionnelle
Professeur certifié de sciences physiques, il enseigne au lycée Gaston-Bachelard de Chelles entre 1991 et 2009, puis il est principal adjoint au collège Jean-de-Beaumont de Villemomble en 2009-2010.

## Parcours politique

### Au sein du PC et du PS
Premier adjoint de équipes municipales de Claude Dilain depuis son élection en tant que maire en 1995, il est chargé de l’enfance et à la jeunesse (1995-2001) durant son premier mandat, puis de la politique de la ville et au renouvellement urbain de 2001 à 2011. De 1997-2011 : vice-président de la Communauté de communes puis de la Communauté d'agglomération de Clichy-sous-Bois Montfermeil, chargé des équipements publics communautaires et de la politique de la ville.
D'abord membre du Parti communiste français, il rejoint le Parti socialiste en 2006.
Il exerce la fonction de secrétaire général du groupe socialiste, Europe écologie Les Verts et gauche citoyenne au conseil départemental de la Seine-Saint-Denis depuis 2010.

### Maire de Clichy-sous-Bois
Il succède à Claude Dilain en tant que maire en octobre 2011, quand ce dernier est élu sénateur.
En octobre 2015, il est nommé comme l'un des deux vice-présidents du Conseil national des villes (CNV). Cette instance de concertation et de proposition présidée par le Premier ministre doit conseiller le gouvernement sur l’élaboration de la politique nationale des villes et du développement social urbain, une fonction qu'exerça Claude Dilain de 2000 à 2007.
À l'occasion du dixième anniversaire des émeutes de 2005, il constate que la ville a « changé de manière spectaculaire avec la construction de logements neufs, la démolition d'immeubles insalubres, l'installation d'un commissariat, la construction de deux nouvelles écoles et d'une piscine (…) [mais] je reste très inquiet car les changements physiques ne suffiront jamais tant que le regard porté sur les villes de banlieue et leurs habitants n'aura pas changé ».
En novembre 2017, il est nommé président de l'Agence nationale pour la rénovation urbaine (ANRU).
Il parraine la candidature de Benoît Hamon pour l'élection présidentielle de 2017.
Il quitte le CNV en 2018 et laisse sa place à un autre élu de Seine-Saint-Denis, Patrick Braouezec.
La République en marche (LREM) annonce dès 2019 qu'elle ne présentera pas de candidat face à lui pour les élections municipales de 2020 à Clichy-sous-Bois.
En contrepartie, Olivier Klein choisit d’inclure des colistiers LREM dans sa liste, dont un député, ce qui lui vaut le retrait de l'investiture du Parti socialiste,. Il est réélu dès le premier tour du scrutin avec 64,6 % des suffrages.
En novembre 2020, Olivier Klein succède, avec l'appui du gouvernement, à Patrick Braouezec comme président du conseil de surveillance de la Société du Grand Paris, l'établissement public de l’État chargé de la réalisation du métro automatique du Grand Paris Express.
Il collabore au think tank libéral Institut Montaigne[Quand ?].
En octobre 2021, il annonce son soutien à Emmanuel Macron pour l'élection présidentielle de 2022.
Le 3 décembre 2022, sa première adjointe Samira Tayebi lui succède en tant que maire de Clichy-sous-Bois, lui devenant premier adjoint. Après la fin de ses fonctions ministérielles, Samira Tayebi démissionne et Olivier Klein est réélu maire de Clichy-sous-Bois le 30 octobre 2023.

### Ministre délégué chargé de la Ville et du Logement
Le 4 juillet 2022, il est nommé ministre délégué chargé de la Ville et du Logement auprès de Christophe Béchu au sein du gouvernement Élisabeth Borne. Le 20 juillet 2023, il quitte le gouvernement. Patrice Vergriete, chargé du Logement, et Sabrina Agresti-Roubache, chargée de la Ville, lui succèdent.

### Délégation interministérielle à la Lutte contre le racisme, l’antisémitisme et la haine anti-LGBT (Dilcrah)
Olivier Klein est nommé en septembre 2023 à la tête de la Délégation interministérielle à la lutte contre le racisme, l’antisémitisme et la haine anti-LGBT (Dilcrah). Pour Le Point, la nomination d’Olivier Klein à ce poste suscite des questions, alors que, maire de Clichy-sous-Bois, celui-ci « s'est en effet régulièrement affiché aux côtés de réseaux de religieux et de militants décoloniaux, tous résolument engagés contre la laïcité ». Selon le magazine, les positions d’Olivier Klein concernant ces sujets « sont à mille lieues de la ligne laïque et universaliste […] défendue par le gouvernement. » Le Point soutient qu’Olivier Klein n’a « par ailleurs jamais manqué de relayer le discours victimaire diffusé par de nombreuses associations issues de la mouvance frériste ». Le magazine relève enfin une proximité avérée de l'homme politique de gauche, avec des organisations nationalistes et islamistes turques.
En juin 2024, il est nommé recteur de Strasbourg.

## Décorations
- Chevalier de l'ordre national du Mérite (2021)[25],[26].
- Commandeur de l'ordre des Palmes académiques ex officio en tant que recteur (2024)[27]

## Synthèse des mandats et fonctions
- 1995-2011 : premier adjoint au maire de Clichy-sous-Bois[4]
- 1997-2011 : vice-président de la communauté de communes puis de la communauté d'agglomération de Clichy-sous-Bois Montfermeil
- 2011-2015 : président/vice-président de la communauté d'agglomération de Clichy-sous-Bois Montfermeil (une année sur deux)
- 2011-2022 et 2023- : maire de Clichy-sous-Bois[19]
- 2022-2023 : ministre délégué chargé de la Ville et du Logement[28]